# Кромержиж
Кро́мержиж (чеш. Kroměříž — Кромнержиж), также ранее Кремзир (нем. Kremsier) — город в Чешской Республике, известный как Ганацкие Афины (чеш. Hanácké Athény).

## Общие сведения
Кромержиж находится в округе того же названия в Злинском крае, в Восточной Моравии. Город лежит на берегу реки Морава, на высоте 201 метр над уровнем моря. Площадь города составляет 55,61 км². Численность населения — 29 374 человек (2006). Кромержиж состоит из 10 городских районов. В 1997 году этот город, средневековый центр которого находится под защитой государства, был признан красивейшим историческим городом Чешской Республики.

## История
Кромержиж — старинный город Страны Ганаков. Первое поселение появилось на территории Кромержижа ещё во времена Великой Моравии. Впервые же он письменно упоминается (как деревня) в 1110 году, когда был приобретён Оломоуцским епископом Иоганном II. Расположенный на пересечении торговых путей, Кромержиж в 1266 году указом чешского короля Пржемысла Оттокара II объявлен городом, в этом же году в нём строится замок. В 1290 году здесь вводится городское право.
Во времена Гуситских войн Кромержиж был опорой гуситов в Моравии, возвращён был Оломоуцким епископам лишь в 1456 году. В 1467—1471 годах город оказывается в центре военных действий между армиями чешского короля Йиржи из Подебрад и венгерского короля Матвея Корвина.
В XVI — начале XVII века Кромержиж превращается в один из важнейших политических и культурных центров Моравии. Однако во время Тридцатилетней войны город был захвачен и полностью разрушен шведами. Вновь отстроен лишь во 2-й половине XVII века Оломоуцским епископом Карлом II Лихтенштейн-Кастелькорном. Во время Войны за австрийское наследство, в 1742 году был захвачен прусской армией, в 1752 году город выгорел при пожаре. В 1805 году был занят армией Наполеона, а в апреле 1939 года — немецкой армией. Освобождён в 1945 году советскими войсками.
Во время Австрийской революции 1848 года, после подавления Габсбургами восстания в Вене, сюда, в Кромержиж переехал и здесь заседал (в епископском дворце) австрийский рейхстаг (до марта 1849 года).
В 1885 году в Кромержиже встречались и вели переговоры по вопросам европейской политики император Австро-Венгрии Франц-Иосиф и российский император Александр III.

## Население
| Год  | Численность | Численность |
| ---- | ----------- | ----------- |
| 1869 | 9918        | [ 2 ]       |
| 1880 | 11 816      | [ 2 ]       |
| 1890 | 15 897      | [ 7 ]       |
| 1900 | 17 509      | [ 7 ]       |
| 1910 | 20 186      | [ 7 ]       |
| 1921 | 20 767      | [ 7 ]       |
| 1930 | 18 546      | [ 2 ]       |
| 1950 | 19 644      | [ 2 ]       |
| 1961 | 23 178      | [ 7 ]       |
| 1970 | 24 478      | [ 7 ]       |
| 1980 | 27 835      | [ 7 ]       |
| 1991 | 28 967      | [ 2 ]       |
| 2001 | 29 225      | [ 7 ]       |
| 2012 | 28 967      |             |
| 2014 | 28 921      | [ 8 ]       |
| 2016 | 29 066      | [ 9 ]       |
| 2017 | 29 002      | [ 10 ]      |
| 2018 | 28 897      | [ 11 ]      |
| 2019 | 28 816      | [ 12 ]      |
| 2020 | 28 620      | [ 13 ]      |
| 2021 | 28 360      | [ 14 ]      |
| 2022 | 27 838      | [ 15 ]      |
| 2023 | 28 185      | [ 16 ]      |
| 2024 | 28 089      | [ 4 ]       |

## Города-побратимы
- Кремс-ан-дер-Донау, Австрия
- /  Нитра, Словакия / Королевство Венгрия
- Пекары-Слёнске, Польша
- Шатодён, Франция